# Пуенте-де-Хенаве
Пуенте-де-Хенаве (ісп. Puente de Génave) — муніципалітет в Іспанії, у складі автономної спільноти Андалусія, у провінції Хаен. Населення — 2298 осіб (2010).
Муніципалітет розташований на відстані близько 240 км на південь від Мадрида, 110 км на північний схід від Хаена.
На території муніципалітету розташовані такі населені пункти: (дані про населення за 2010 рік)
- Кортіхос-Нуевос: 3 особи
- Пеньйоліте: 243 особи
- Пуенте-де-Хенаве: 2041 особа
- Ель-Тамараль: 11 осіб

## Демографія
Динаміка населення (INE ):